# Godfred
Godfred (danska Gudfred eller Gøtrik, den gavmilde), dansk kung, död år 810. Han var en yngre bror till Halvdan,  som han hamnade i konflikt med över utrikespolitiken gentemot Frankerriket. Han förstärkte Danevirke och nämns i resultatlösa förhandlingar med frankerna både år 804 och 809, medan Halvdan underordnade sig Karl den store år 807. Godfred dog i frisernas land år 810, enligt Einhard mördad av sina livvakter då han förberedde ett anfall mot Aachen. Han hade fyra söner, som ville fortsatta konfrontationspolitiken, i konflikt med Harald Klak och de andra av Haralds söner.
Godfreds direkta efterträdare var Hemming, som dog 812.
Enligt den franska mytologin var Godfred far till Holger Danske.